# Lepidopilum scabrisetum
Lepidopilum scabrisetum là một loài rêu trong họ Daltoniaceae. Loài này được Schwägr. Steere mô tả khoa học đầu tiên năm 1948.